# Cyklistika na Letních olympijských hrách 2000
Cyklistické soutěže na Letních olympijských hrách 2000 v Sydney.

## Silniční cyklistika

### Muži
| Kategorie                      | Zlato                           | Stříbro                               | Bronz                                                   |
| ------------------------------ | ------------------------------- | ------------------------------------- | ------------------------------------------------------- |
| Muži závod s hromadným startem | Jan Ullrich · Německo (GER)     | Alexandr Vinokurov · Kazachstán (KAZ) | Andreas Klöden · Německo (GER)                          |
| Muži časovka                   | Vjačeslav Jekimov · Rusko (RUS) | Jan Ullrich · Německo (GER)           | Lance Armstrong · Spojené státy americké (USA) odebrána |

### Ženy
| Kategorie                      | Zlato                                   | Stříbro                                       | Bronz                           |
| ------------------------------ | --------------------------------------- | --------------------------------------------- | ------------------------------- |
| Ženy závod s hromadným startem | Leontien Zijlaardová · Nizozemsko (NED) | Hanka Kupfernagelová · Německo (GER)          | Diana Žiliūtė · Litva (LTU)     |
| Ženy časovka                   | Leontien Zijlaardová · Nizozemsko (NED) | Mari Holdenová · Spojené státy americké (USA) | Jeannie Longová · Francie (FRA) |

## Dráhová cyklistika

### Muži
| Kategorie                   | Zlato                                                                                    | Stříbro                                                                                         | Bronz |
| --------------------------- | ---------------------------------------------------------------------------------------- | ----------------------------------------------------------------------------------------------- | --- |
| 1000 m s pevným startem     | Jason Queally · Velká Británie (GBR)                                                     | Stefan Nimke · Německo (GER)                                                                    | Shane Kelly · Austrálie (AUS)                                                                              |
| stíhací závod (jednotlivci) | Robert Bartko · Německo (GER)                                                            | Jens Lehmann · Německo (GER)                                                                    | Bradley McGee · Austrálie (AUS)                                                                            |
| sprint (jednotlivci)        | Marty Nothstein · Spojené státy americké (USA)                                           | Florian Rousseau · Francie (FRA)                                                                | Jens Fiedler · Německo (GER)                                                                               |
| keirin                      | Florian Rousseau · Francie (FRA)                                                         | Gary Neiwand · Austrálie (AUS)                                                                  | Jens Fiedler · Německo (GER)                                                                               |
| bodovací závod 40 km        | Joan Llaneras · Španělsko (ESP)                                                          | Milton Wynants · Uruguay (URU)                                                                  | Alexej Markov · Rusko (RUS)                                                                                |
| madison 50 km               | Austrálie (AUS) · Brett Aitken · Scott McGrory                                           | Belgie (BEL) · Etienne De Wilde · Matthew Gilmore                                               | Itálie (ITA) · Silvio Martinello · Marco Villa                                                             |
| sprint (družstvo)           | Francie (FRA) · Florian Rousseau · Arnaud Tournant · Laurent Gané                        | Velká Británie (GBR) · Chris Hoy · Craig MacLean · Jason Queally                                | Austrálie (AUS) · Gary Neiwand · Sean Eadie · Darryn Hill                                                  |
| stíhací závod (družstva)    | Německo (GER) · Guido Fulst · Robert Bartko · Daniel Becke · Jens Lehmann · Olaf Pollack | Ukrajina (UKR) · Sergiy Chernyavsky · Sergiy Matveyev · Alexander Symonenko · Oleksandr Fedenko | Velká Británie (GBR) · Paul Manning · Chris Newton · Bryan Steel · Bradley Wiggins · Jon Clay · Rob Hayles |

### Ženy
| Kategorie                   | Zlato                                   | Stříbro                                 | Bronz                                     |
| --------------------------- | --------------------------------------- | --------------------------------------- | ----------------------------------------- |
| 500 m s pevným startem      | Félicia Ballangerová · Francie (FRA)    | Michelle Ferrisová · Austrálie (AUS)    | Jiang Cuihua · Čína (CHN)                 |
| stíhací závod (jednotlivci) | Leontien Zijlaardová · Nizozemsko (NED) | Marion Clignetová · Francie (FRA)       | Yvonne McGregorová · Velká Británie (GBR) |
| sprint (jednotlivci)        | Félicia Ballangerová · Francie (FRA)    | Oxana Grišinová · Rusko (RUS)           | Iryna Yanovychová · Ukrajina (UKR)        |
| bodovací závod 25 km        | Antonella Belluttiová · Itálie (ITA)    | Leontien Zijlaardová · Nizozemsko (NED) | Olga Sljusarevová · Rusko (RUS)           |

## Horská kola
| Kategorie          | Zlato                           | Stříbro                              | Bronz                                  |
| ------------------ | ------------------------------- | ------------------------------------ | -------------------------------------- |
| Muži cross-country | Miguel Martinez · Francie (FRA) | Filip Meirhaeghe · Belgie (BEL)      | Christoph Sauser · Švýcarsko (SUI)     |
| Ženy cross-country | Paola Pezzoová · Itálie (ITA)   | Barbara Blatterová · Švýcarsko (SUI) | Margarita Fullanaová · Španělsko (ESP) |

## Přehled medailí
| Pořadí | Země                         | Zlato | Stříbro | Bronz | Celkově |
| ------ | ---------------------------- | ----- | ------- | ----- | ------- |
| 1      | Francie (FRA)                | 5     | 2       | 1     | 8       |
| 2      | Německo (GER)                | 3     | 4       | 3     | 10      |
| 3      | Nizozemsko (NED)             | 3     | 1       | 0     | 4       |
| 4      | Itálie (ITA)                 | 2     | 0       | 1     | 3       |
| 5      | Austrálie (AUS)              | 1     | 2       | 3     | 6       |
| 6      | Velká Británie (GBR)         | 1     | 1       | 2     | 4       |
| 6      | Rusko (RUS)                  | 1     | 1       | 2     | 4       |
| 8      | Spojené státy americké (USA) | 1     | 1       | 0*    | 2*      |
| 9      | Španělsko (ESP)              | 1     | 0       | 1     | 2       |
| 10     | Belgie (BEL)                 | 0     | 2       | 0     | 2       |
| 11     | Švýcarsko (SUI)              | 0     | 1       | 1     | 2       |
| 11     | Ukrajina (UKR)               | 0     | 1       | 1     | 2       |
| 13     | Kazachstán (KAZ)             | 0     | 1       | 0     | 1       |
| 13     | Uruguay (URU)                | 0     | 1       | 0     | 1       |
| 15     | Čína (CHN)                   | 0     | 0       | 1     | 1       |
| 15     | Litva (LTU)                  | 0     | 0       | 1     | 1       |